# Околосолнечные кометы
Околосолнечные, или задевающие Солнце, кометы (англ. sungrazing comets, sungrazers) — кометы, в перигелии проходящие чрезвычайно близко к Солнцу, иногда на расстоянии всего нескольких тысяч километров от его поверхности. Маленькие околосолнечные кометы могут полностью испариться во время такого сближения с Солнцем, тогда как более крупные могут выдержать несколько прохождений перигелия. Однако, давление интенсивно испаряющегося вещества ядра кометы, а также приливные силы, часто приводят комету к фрагментации (распаду ядра на отдельные части).

## Семейство Крейца
Наиболее известными околосолнечными кометами являются кометы группы Крейца, которые происходят от одной гигантской кометы, которая распалась на множество мелких фрагментов при её первом прохождении через внутреннюю часть Солнечной системы.
Возможно, прародительницей этого семейства является чрезвычайно яркая комета, наблюдавшаяся Аристотелем и Эфором в 371 году до нашей эры.
Большие кометы 1843 и 1882 годов и комета Икэя — Сэки 1965 года являются фрагментами одной кометы. Эти кометы были достаточно яркими, и могли наблюдаться на дневном небе вблизи Солнца, превышая по яркости даже полную Луну.
После запуска космического аппарата SOHO в 1995 году были открыты сотни крошечных околосолнечных комет, большинство из которых принадлежит семейству Крейца. Все кометы группы Крейца, открытые SOHO, либо падали на Солнце, либо полностью разрушались при прохождении перигелия. Семейство Крейца оказалось намного больше, чем предполагалось ранее. В ближайшем времени возможно обнаружение новых ярких членов этого семейства.

## Другие семейства, а также спорадические кометы
До 2002 года было известно только одно семейство околосолнечных комет — Крейца. Позже, благодаря космическому аппарату SOHO, были открыты три новых семейства — Крахта, Марсдена и Майера, а также десятки спорадических комет, то есть не входящих в известные семейства. Примерно 83 % околосолнечных комет, наблюдавшихся SOHO, входят в группу Крейца. Семейства Марсдена и Крахта, видимо, связаны с кометой 96P/Махгольца, которая также является родоначальницей метеорного потока Ариетиды. Предполагается, что семейства Марсдена и Крахта имеют короткие периоды обращения, тогда как семейство Майера имеет средние или долгие периоды, так как у комет Майера большое наклонение орбиты.

## Происхождение
Исследования показывают, что для комет с большим наклонением орбиты и перигелийным расстоянием менее 2 а. е. кумулятивное воздействие от гравитационных возмущений на протяжении нескольких оборотов вокруг Солнца может уменьшить перигелийное расстояние до очень малых значений. Одно из исследований показывает, что комета Хейла — Боппа имеет шанс 15 % стать в будущем околосолнечной кометой.